# NGC 264
NGC 264 (другие обозначения — ESO 295-6, MCG −7-2-16, PGC 2831) — линзообразная галактика (S0) в созвездии Скульптор. Галактика открыта 30 августа 1834 года Джоном Гершелем из Клэрмонта в Южной Африке. Яркий центр галактики выглядит как звезда 13-й величины.
Этот объект входит в число перечисленных в оригинальной редакции «Нового общего каталога».